# Евгений Аренс
Евгений Иванович Аренс (на руски: Евгений Иванович Аренс) е руски морски офицер, генерал от флота. Участник в Руско-турската война (1877-1878).

## Биография
Евгений Аренс е роден на 4 януари 1856 г. в Русия в семейството на действителен статски съветник. Ориентира се към морското военно поприще. Завършва Морския кадетски корпус и получава назначение в Отряда на гвардейския екипаж (1876).
Участва в Руско-турската война (1877-1878).
През април 1877 г. на война за България заминават: бащата Иван Аренс - главен интендант на Действуващата руска армия и член на Полевия щаб и синът Евгений Аренс - назначен на катера „Мина“ от състава на Дунавската речна флотилия.
Проявява се при атаката на „Мина“ срещу османска канонерка при Фламунда, поставянето на минни заграждения при остров Белина и десанта при Свищов. Повишен е в звание мичман и е награден с орден „Света Ана“ IV ст. До края на войната служи на миноносеца „Стрела“.
След войната участва в работата на комисията за описване на бойните действия на флота в Руско-турската война (1877-1878). Служи като командир на миноносеца „Делфин“, минен офицер на клипера „Стрелец“. Завършва Николаевската морска академия и е повишен в звание капитан-лейтенант (1890).
Професор в Николаевската морска академия (1910). Член на Главния морски съд (1913). Автор на военно-исторически и военно-теоретични трудове. Последователно е повишен във военно звание генерал-майор от 1905 г., генерал-лейтенант от 1909 г. и генерал от флота от 1915 г.
Награден е с орден „Бял орел“ и излиза в оставка на 11 ноември 1916 г.
След Октомврийската революция постъпва на служба в Работническо-селския военноморски флот (1917). Член на Петроградския отдел за военна литература.
Родственици:
- баща Иван Аренс, интендант на армията;
- брат Аполон Аренс, генерал-майор и преподавател в Николаевската инженерна академия.